# Hsu Wen-hsin
Hsu Wen-hsin (chiń. 許文鑫; ur. 13 czerwca 1988 w Tajpej) – tajwańska tenisistka, reprezentantka kraju w rozgrywkach Pucharu Federacji.
W ciągu kariery zwyciężyła w dwóch singlowych i sześciu deblowych turniejach rangi ITF. 15 maja 2006 roku zajmowała najwyższe miejsce w rankingu singlowym WTA Tour – 221. pozycję, natomiast 7 maja 2012 osiągnęła najwyższą lokatę w deblu – 180. miejsce. W 2005 roku jako juniorka osiągnęła wielkoszlemowe półfinały podczas Australian Open i US Open w grze podwójnej.

## Wygrane turnieje rangi ITF
| turnieje z pulą nagród 100 000 $ |
| turnieje z pulą nagród 75 000 $  |
| turnieje z pulą nagród 50 000 $  |
| turnieje z pulą nagród 25 000 $  |
| turnieje z pulą nagród 15 000 $  |
| turnieje z pulą nagród 10 000 $  |

### Gra pojedyncza
|    | Data       | Turniej    | Naw.   | Przeciwniczka | Wynik         |
| 1. | 02/10/2005 | Balikpapan | Twarda | Hwang I-hsuan | 6:3, 7:6(4)   |
| 2. | 29/08/2010 | Saitama    | Twarda | Duan Yingying | 6:1, 1:6, 6:3 |

### Gra podwójna
|    | Data       | Turniej | Naw.     | Partnerka     | Przeciwniczki              | Wynik          |
| 1. | 31/08/2008 | Saitama | Twarda   | Hwang I-hsuan | Airi Hagimoto Miyabi Inoue | 6:4, 6:3       |
| 2. | 31/05/2009 | Gunma   | Dywanowa | Maria Tanaka  | Erika Sema Yurika Sema     | 6:3, 1:6, 10–7 |
| 3. | 13/09/2009 | Noto    | Dywanowa | Hwang I-hsuan | Han Xinyun Kim So-jung     | 6:3, 1:6, 11–9 |
| 4. | 04/09/2011 | Tsukuba | Twarda   | Chan Chin-wei | Kim So-jung Erika Takao    | 6:1, 6:1       |
| 5. | 08/10/2011 | Kōfu    | Twarda   | Chan Chin-wei | Remi Tezuka Akiko Yonemura | 6:3, 6:4       |
| 6. | 01/09/2013 | Tsukuba | Twarda   | Chan Chin-wei | Lee Ya-hsuan Yumi Miyazaki | 6:2, 6:1       |